# خلیل بنی عطیه
خلیل بنی عطیه (انگلیسی: Khalil Bani Attiah؛ زادهٔ ۸ ژوئن ۱۹۹۱) یک بازیکن فوتبال اهل اردن است.
وی همچنین در تیم ملی فوتبال اردن سابقه ۴۸ بازی و ۶ گل ملی دارد.